# Leonid Chamkovitch
Leonid Aleksandrovitch Chamkovitch ou Shamkovitch (en russe : Леони́д Алекса́ндрович Шамко́вич ; transcription anglaise : Leonid Shamkovich) est un joueur d'échecs soviétique puis américain né le 1er juin 1923 à Rostov-sur-le-Don et mort le 22 avril 2005 à New York. Champion de la RSFSR en 1954 et 1956, il reçut le titre de grand maître international en 1965.
Né dans une famille juive, Chamkovitch émigra en Israël en 1974, puis, après un passage au Canada, s'installa aux États-Unis en 1976.

## Carrière aux échecs
Chamkovitch a remporté le championnat de RSFSR en 1954 et 1956. En 1957, il termina 2e-5e derrière Nejmetdinov.
Chamkovitch participa à six finales du championnat d'URSS d'échecs et finit :
- 17e-18e à Kiev en 1954 (victoire de Averbakh) ;
- 16e-17e à Leningrad en 1960 (victoire de Kortchnoï) ;
- 12e à Bakou en novembre 1961 avec 10,5 points sur 20 (victoire de Spassky que Chamkovitch battit) ;
- 5e-6e à Kiev en 1964-1965 avec 11,5 points sur 19 (victoire de Kortchnoï) ;
- 15e-16e à Leningrad en 1971 (victoire de Savon) ;
- 13e-16e à Bakou en 1972 (victoire de Tal).

Chamkovitch finit deuxième du championnat d'échecs de Moscou en 1960. Premier ex æquo avec David Bronstein en 1961, il perdit le match de départage 2,5 à 3,5. L'année suivante, il termina 3e-6e en 1962.
Il reçut le titre de maître international en 1962 et celui de grand maître international en 1965.
Chamkovitch remporta les tournois de :
- Salgótarján (en Hongrie) ;
- Sotchi en 1967 (mémorial Tchigorine, ex æquo avec Kroguios, Spassky, A. Zaïtsev et Simaguine) ;
- Constanța (en Roumanie) en 1968 ;
- Timișoara en 1972.

En 1975, il gagna le championnat open du Canada à Calgary

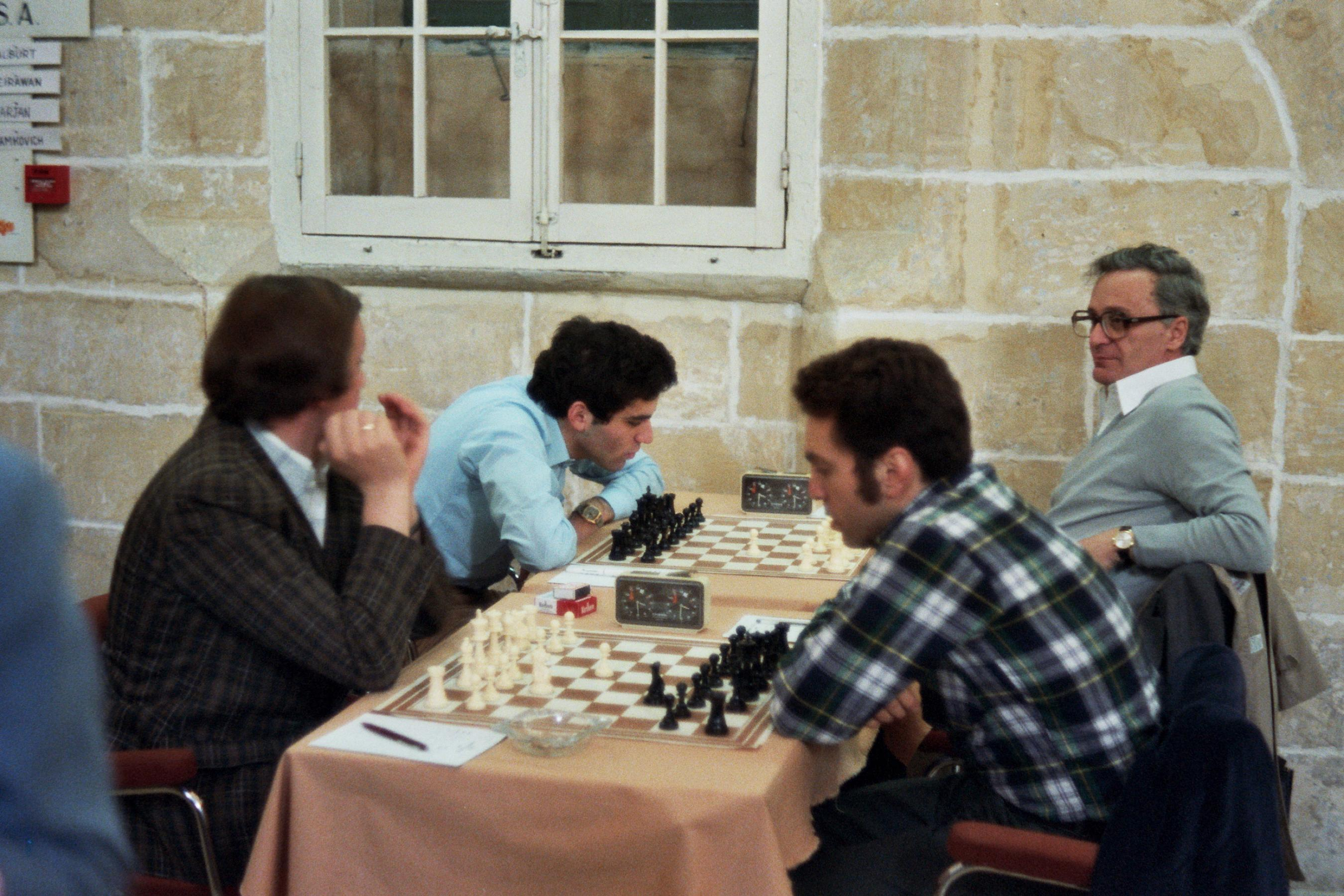
Léonid Chamkovitch (à droite) face à Kasparov lors de l'Olympiade d'échecs de 1980 à Malte.

Après son émigration aux États-Unis en 1976, Chamkovitch remporta le championnat open des États-Unis à Fairfax (Virginie), ex æquo avec Anatoli Lein et en 1977, ex æquo avec Andrew Soltis et Timothy Taylor, ainsi que les tournois de New York en 1976 et 1977 et le tournoi de Mexico en 1978 avec 10,5 / 13 (+8 =5).
En 1978, lors du championnat des États-Unis de 1978, il se qualifia pour le tournoi interzonal de Rio de Janeiro en 1979 où il marqua la moitié des points (10e-11e avec 8,5 points sur 17).
En 1980, il finit 2e-3e du festival d'échecs de Bienne et participa à l'olympiade de Malte au deuxième échiquier de réserve de l'équipe des États-Unis : il marqua 4/7 (+2 −1 =4) et l'équipe des États-Unis finit quatrième de la compétition.

## Publications
- (en) Sacrifice in Chess, 1972
- (en) Chess Sacrifices, 1978
- (en) The Modern Chess Sacrifice, 1978
- (en) The Tactical World of Chess, 1981
- avec Eric Schiller :
  - (en) Play the Tarrasch, 1984
  - (en) Schliemann Defense, 1985
  - (en) Spanish gambits, 1986
  - (en) Caro-Kann, 1987
  - (en) Saving Lost Positions, 1987
  - (en) Kasparov’s opening repertoire, 1990
  - (en) World champion tactics, 1999
  - (en) Killer Chess tactics, 2003
- (en) Fischer - Spassky: 1992 World Chess Championship Rematch, 1993
- (en) Tactical Chess Training, 1995
- (en) A New Era: How Garry Kasparov Changed the World of Chess, 1997
- (en) The Gruenfeld Defense, 2001